# Ævar Örn Jósepsson
Ævar Örn Jósepsson (* 25. August 1963 in Hafnarfjörður, Island) ist ein Kriminalschriftsteller, Journalist und Übersetzer, der in Deutschland durch seine Kriminalromane bekannt wurde.

## Leben
Mit seinen drei Geschwistern verbrachte Ævar Örn Jósepsson seine Kindheit in Garðabær und Hafnarfjörður (Ballungsraum von Reykjavík), später in der Nähe von Akranes, ehe er bis 1983 die dortige Highschool besuchte und mit dem Abitur abschloss. 1981/1982 ging er als Austauschstudent nach Belgien. 1986 und 1987 studierte er an der Universität von Stirling/ Schottland Journalismus, Politikwissenschaft und Philosophie. Seinen Magister Artium erwarb Ævar Örn Jósepsson 1994 in Philosophie und englischer Literatur an der Albert-Ludwigs-Universität in Freiburg.
Vor Veröffentlichung seines ersten Kriminalromans in 2002 war er vielfältig tätig. Er arbeitete für Radio, Fernsehen, Zeitungen, war Bankangestellter, machte Übersetzungen, freischaffend oder angestellt und anfänglich – während seines Aufenthalts in der Hafenstadt Akranes – verdingte er sich sogar auf Fischerbooten.
Ævar Örn Jósepsson ist Präsident der Skandinaviska Kriminalsällskapet, der Vereinigung skandinavischer Kriminalschriftsteller (SKS, Crime Writers of Scandinavia). Er lebt mit seiner Frau Sigrún Guðmundsdóttir und seinen beiden Töchtern in der Gemeinde Mosfellsbær, nördlich der isländischen Hauptstadt Reykjavík.

## Werke

### Kommissar Árni-Reihe
- 2002 Skítadjobb
- 2003 Svartir englar (dt. Dunkle Seelen. btb, München 2007, ISBN 978-3-442-73476-4)
- 2005 Blóðberg (dt. Blutberg.[2] btb, München 2009, ISBN 978-3-442-73858-8)
- 2006 Sá yðar sem syndlaus er (dt. Wer ohne Sünde ist. btb, München 2011, ISBN 978-3-442-74173-1)
- 2008 Land tækifæranna (dt. Verheißung. btb, München 2012, ISBN 978-3-442-74172-4)
- 2010 Önnur lif (In einer kalten Winternacht. btb, München 2015, ISBN 978-3-442-74174-8)

### Ævar Örn Jósepsson in Anthologien
- 2004 Linudans (dt. Sorge dich nicht, sterbe. In: Annamari Arrakoski (Hrsg.): Die spannendsten Weihnachtsgeschichten aus Skandinavien. Rowohlt, Reinbek 2005, ISBN 978-3-499-23930-4)

Die Jahreszahlen bezeichnen das Datum der Original- bzw. deutschen Erstausgaben

### Film
- 2008 Black Angels. TV-Serie in sechs Teilen von Sagafilm nach Sequenzen aus Ævar Örn Jósepsson Romanen. Regie: Óskar Jónasson. Hauptdarsteller: Sigurd Skúlason (Stefan), Solveig Arnarsdóttir (Catherine), Stein Ármann Magnusson (Guðni) und David Guðbrandsson (Arni). Erstausstrahlung im Herbst 2008.